# Jefferson de Oliveira Galvão
Jefferson de Oliveira Galvão (São Vicente, 2 de janeiro de 1983), mais conhecido simplesmente como Jefferson, é um empresário e ex-futebolista brasileiro que atuava como goleiro.
Apelidado de Homem de Gelo, tamanha sua frieza durante os jogos e treinos, foi considerado um dos melhores goleiros do Brasil de sua época, especialmente durante a década de 2010. O arqueiro iniciou a carreira profissional no Cruzeiro e chegou a se aventurar pelo futebol europeu, atuando em duas equipes da Turquia, mas tornou-se ídolo no Botafogo, clube que defendeu por doze anos, entre 2003 e 2005, antes de ser negociado com o Trabzonspor, e depois de 2009 a 2018. Com 459 partidas pelo Glorioso, Jefferson é o terceiro jogador que mais vezes vestiu a camisa do Botafogo, atrás apenas dos dois maiores atletas da história do alvinegro, Nilton Santos e Garrincha. É também o recordista de aparições no Estádio Nilton Santos, com 148 jogos disputados.
Pelo Botafogo, foi três vezes campeão estadual e conquistou também a Série B. Durante sua segunda passagem pela equipe carioca, foi eleito por duas vezes o melhor goleiro do Campeonato Brasileiro, em 2011 e 2014. Também em duas ocasiões, foi considerado o melhor de sua posição no Campeonato Carioca, em 2010 (ano em que  recebeu também o prêmio de melhor jogador da competição) e 2013. Após anúncio no início do ano, aposentou-se do futebol profissional no dia 26 de novembro de 2018, aos 35 anos, depois de três temporadas perseguido por lesões que o impediram de jogar regularmente.
Jefferson também foi goleiro da Seleção Brasileira, a qual defendeu em 22 oportunidades. Foi tricampeão do Superclássico das Américas, com destaque para a edição de 2012, quando foi pela primeira e única vez o capitão do Brasil no jogo de ida, e para a conquista de 2014, quando pegou um pênalti cobrado por Lionel Messi. Em competições oficiais, foi o goleiro titular na Copa América de 2015 e, como reserva, conquistou o título da Copa das Confederações de 2013 e disputou a Copa do Mundo de 2014, tornando-se o 47.º jogador do Botafogo a disputar o Mundial pela Seleção.

## Infância e juventude
Jefferson passou a infância no interior de São Paulo, nas cidades de São Vicente, onde nasceu, e Assis, para onde se mudou aos seis anos de idade e iniciou sua história no futebol. Criado sem o pai, é filho de Sônia Maria de Oliveira, copeira no Fórum de Assis, e caçula de outros três irmãos. Sem condições financeiras, a família chegou a sofrer com os abusos e agressões do então padrasto de Jefferson, que batia em sua mãe, até que eles se mudaram para um pequeno apartamento de três cômodos em um conjunto habitacional chamado Cohab (Companhia Metropolitana de Habitação de São Paulo), no qual Jefferson precisava dormir no corredor a fim de priorizar as mulheres da casa. Apesar de todas as dificuldades, o goleiro garante nunca ter passado fome.
"Felizmente, nunca passei fome e minha mãe sempre tratou a mim e aos meus irmãos com carinho e amor. Temos que estar preparados para superar qualquer tipo de obstáculo."— Jefferson de Oliveira Galvão
Ainda muito jovem, antes de adentrar o mundo do futebol, o goleiro chegou a ser artista circense, fazendo bico como assistente de palhaço para ajudar a família financeiramente. Segundo o jogador, os momentos no picadeiro contribuíram para que ele se afastasse do crime e das drogas. Aos 10 anos, com facilidade para correr e a elasticidade adquirida no circo, Jefferson chegou a praticar atletismo, como velocista, e fazia capoeira. No início da adolescência, escolheu se dedicar exclusivamente ao futebol, quando já frequentava a escolinha do professor Clélio Augusto Vieira.

## Carreira

### Categorias de base
Considerado um dos melhores goleiros do Brasil, Jefferson começou a sua trajetória no futebol, curiosamente, como atacante, nas divisões de base da Ferroviária de Assis, clube do interior de São Paulo. À época, ele acreditava que a posição de goleiro não rendia frutos, uma vez que os atacantes "ganhavam melhor e eram mais famosos". Ainda no time paulista, porém, foi convencido a trocar de função devido à sua estatura elevada.
Em 1997, aos 14 anos, se transferiu para o Cruzeiro. Apesar de já ter mudado para a posição de goleiro, no dia em que foi descoberto por olheiros do clube mineiro, em um torneio amistoso em Foz do Iguaçu, Jefferson estava atuando na linha porque o meia-esquerda da Ferroviária não pôde participar da competição. Ainda assim, o treinador Clélio Augusto Vieira convenceu os observadores cruzeirenses a levá-lo para um período de testes. Após disputar um mundialito amistoso pela Raposa, em Alegrete, o goleiro foi aprovado e integrado às categorias de base do Cruzeiro.
Três anos depois, ganhou a oportunidade de treinar durante uma semana ao lado da equipe profissional. Seu desempenho agradou e o técnico Luiz Felipe Scolari decidiu promovê-lo definitivamente, mesmo contra a pressão de alguns dirigentes. Segundo Felipão, o goleiro estava sendo vítima de preconceito racial.
"Uma pessoa lá do departamento amador (do Cruzeiro) tinha contratado um outro goleiro de Londrina, um alto e loiro. E o Jefferson é preto, grandão. Eles tinham mais predileção para colocar o outro goleiro, porque achavam mais interessante. Eu achava que o Jefferson tinha muitas qualidades."— Luiz Felipe Scolari

### Cruzeiro
Jefferson jogou pelo time mineiro de 2000 a 2002. Sua estreia como profissional aconteceu no dia 23 de agosto de 2000, contra o Bahia, na Fonte Nova, em duelo válido pela Copa João Havelange. Aos 17 anos, o goleiro encarou o desafio após as lesões dos concorrentes André Döring e Rodrigo Posso. Por ser muito novo, a diretoria do Cruzeiro contratou o goleiro Fabiano, emprestado pela Portuguesa. No entanto, Jefferson permaneceu em alta com o técnico Felipão e fechou o ano com 17 partidas pela equipe mineira.
"Pode chegar o melhor goleiro do mundo que o Jefferson, se estiver jogando bem, vai continuar como titular."— Luiz Felipe Scolari
Ao final da temporada de 2000, no entanto, o Cruzeiro contratou Bosco para o gol e Jefferson voltou à reserva no ano seguinte. Do banco dos suplentes, foi campeão da Copa Sul-Minas de 2001, mas fez apenas nove partidas ao longo do ano. No início de 2002, Jefferson voltou ao posto de titular e faturou o bicampeonato da Copa Sul-Minas, assim como o título do Supercampeonato Mineiro. Contudo, perdeu espaço na equipe após a chegada do técnico Vanderlei Luxemburgo, que preferia Gomes, dois anos mais velho. Sua situação no Cruzeiro se complicou de vez principalmente após a atuação vexatória na final da Copa dos Campeões de 2002, contra o Paysandu. Na derrota por 4–3, ele foi acusado de ter falhado em pelo menos três dos quatro gols sofridos. Sem clima no clube, foi emprestado inicialmente ao América-SP, onde ficou cerca de dois meses sem nunca ter estreado.

### Botafogo: primeira passagem
Ainda no primeiro semestre de 2003, aos 20 anos de idade, foi emprestado ao Botafogo para a disputa da Série B. Apresentado no dia 20 de março ao lado do meia Daniel, o goleiro chegou ao clube sob desconfiança, pouco conhecido pela torcida alvinegra. Apesar da pouca idade do jogador, o Jornal dos Sports chegou a questionar sua contratação em uma coluna de opinião, lembrando que, no Cruzeiro, Vanderlei Luxemburgo "ficava de cabelo em pé quando escalava o goleiro, tal a insegurança que ele passava para o time". Jefferson, no entanto, demonstrava otimismo em sua apresentação ao explicar porque aceitara a proposta do Botafogo.
"Primeiro, porque confio na nova diretoria do clube, que está no caminho certo e com certeza vai conseguir reestruturar o Botafogo. E depois por causa do técnico Levir Culpi, com quem já trabalhei no Cruzeiro."— Jefferson de Oliveira Galvão
Ainda assim, iniciou sua trajetória como reserva de Max, disputando apenas duas partidas em sua primeira temporada. Assumiu a titularidade no gol alvinegro em 2004 e, mesmo com a péssima campanha da equipe no retorno à Série A, conseguiu destaque com boas atuações. No ano seguinte, o goleiro continuou sendo um dos principais nomes do Botafogo e já sonhava com a Seleção Brasileira. Em junho, deixou o clube carioca rumo à Europa, onde acreditava que teria mais chances de ser convocado para a Seleção.

### Futebol turco
Em junho de 2005, acertou sua transferência para o Trabzonspor, como substituto do goleiro australiano Michael Petković. Sua primeira partida foi logo nas eliminatórias da Liga dos Campeões, em derrota por 3–1 contra o Anorthosis, do Chipre. Já a estreia no Campeonato Turco foi diante do Kayserispor, em vitória por 2–1. Com o time da Trebizonda, ainda jogou a Copa da UEFA de 2006–07 e terminou em quarto lugar por duas vezes na liga nacional, nas edições de 2005–06 e 2006–07. Sua passagem pelo clube foi marcada por muitas dificuldades e perseguição do técnico bósnio Vahid Halilhodžić, que afirmou claramente para Jefferson que "não gostava de brasileiros". Sem ser relacionado muitas vezes, o goleiro ficou marcado por um episódio de clara discriminação: em uma partida, precisou substituir o goleiro titular que fora expulso e ainda pegou um pênalti. No jogo seguinte, porém, não foi relacionado sequer para o banco de reservas.
Após três temporadas no Trabzonspor, transferiu-se para outro time do país, o Konyaspor, assinando contrato de um ano de duração. Ao final do Campeonato Turco de 2008–09, porém, o clube foi rebaixado. Durante os quatro anos em que atuou na Europa, Jefferson foi titular em apenas dois. Segundo o goleiro, a experiência na Turquia, apesar de difícil, foi importante para seu crescimento profissional.
"Lá eu amadureci tudo o que podia. Quando você enfrenta novos desafios, outras culturas, diferentes métodos de treinamento, você acaba amadurecendo, cresce como homem e profissional."— Jefferson de Oliveira Galvão

### A volta ao Botafogo
Em meados de 2009, Jefferson se desligou do Konyaspor e voltou ao Brasil sem contrato com nenhum clube. Apesar da preferência pelo Botafogo, o goleiro não conseguiu fechar negócio na primeira tentativa com o time alvinegro.
"Quando quis voltar, em 2009, o primeiro clube que procurei foi o Botafogo. Acertei tudo e vim. Quando cheguei, veio a informação: ‘Não vamos fechar o negócio’. A essa altura, não tinha mais clube para mim."— Jefferson de Oliveira Galvão
Sem time, o goleiro passou dois meses treinando por conta própria em São José do Rio Preto, no interior paulista. Em agosto, Jefferson acertou definitivamente seu retorno ao clube carioca. O status do goleiro não era alto: Jefferson chegou ao Botafogo na condição de reserva e com vínculo de apenas quatro meses. Após cinco partidas, porém, logo teve seu contrato renovado.
Sua reestreia pelo Glorioso foi em um clássico contra o Fluminense, pela 24ª rodada do Campeonato Brasileiro. O arqueiro foi o destaque da partida com grandes intervenções e belas defesas. Como Castillo vinha cometendo diversas falhas e Renan estava parado por conta de uma lesão no púbis, Jefferson conquistou seu espaço como titular na meta alvinegra. Na reta final daquele ano, salvou a equipe em diversas partidas e ajudou o clube a evitar o rebaixamento.
Em 2010, na semifinal da Taça Guanabara contra o Flamengo, fez uma defesa milagrosa em chute de Vágner Love à queima roupa, ajudando o alvinegro a derrotar o maior rival por 2–1. Na decisão da Taça Rio, novamente contra o Flamengo, defendeu um pênalti do atacante Adriano, garantindo o título do Campeonato Carioca por antecipação. Logo após a conquista, o goleiro acertou a renovação com o Botafogo até o final do ano de 2012. No segundo semestre, graças às suas boas atuações pelo Glorioso, foi convocado para a Seleção Brasileira pelo técnico Mano Menezes, tornando-se o primeiro jogador do Botafogo a chegar à Seleção em 12 anos. Desde a Copa do Mundo de 1998, quando o zagueiro Gonçalves e o atacante Bebeto foram convocados, o clube não tinha um representante na seleção.
Em 2011, o Botafogo não conseguiu conquistar nenhum título. Mesmo assim, Jefferson continuou se destacando e recebeu propostas para deixar o alvinegro. O Milan, da Itália, chegou a fazer uma sondagem para que Jefferson se tornasse o substituto de Dida, mas ele permaneceu no clube carioca. No mesmo ano, estreou como titular na Seleção Brasileira e renovou com o Botafogo até 2014. Valorizado, seu salário aumentou 150% desde seu retorno ao time carioca.

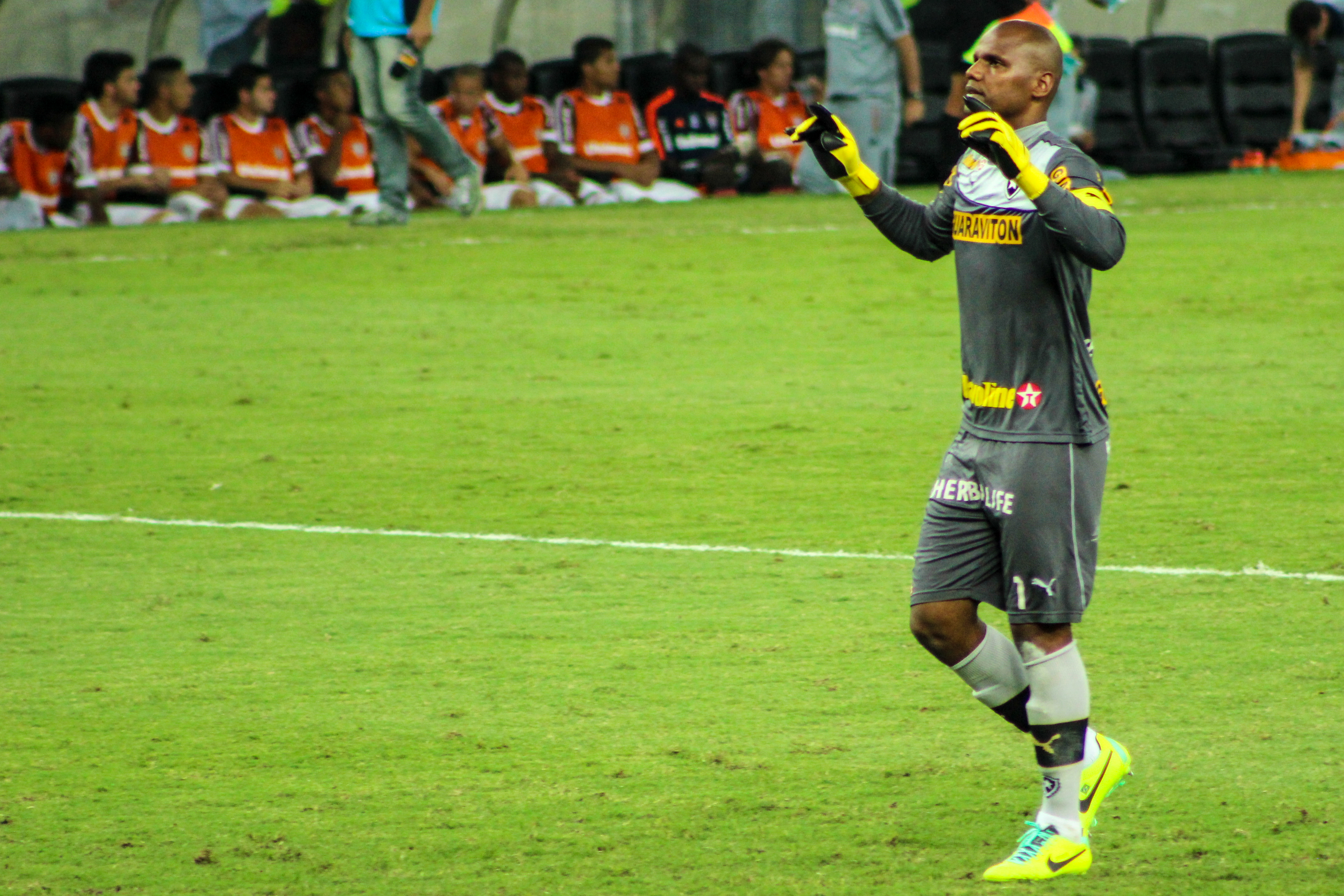
Jefferson durante um Clássico Vovô em 2013.

No dia 15 de julho de 2012, completou 250 jogos pelo Botafogo contra o Fluminense, em partida válida pelo Campeonato Brasileiro. No dia 20 de janeiro de 2013, na vitória sobre o Duque de Caxias por 3–0, válida pela primeira rodada da Taça Guanabara, o goleiro se tornou o recordista de jogos pelo Botafogo no Engenhão, com 108 partidas pelo clube no estádio. No dia 17 de julho, recebeu uma luva estilizada como homenagem pelos 300 jogos com a camisa do Botafogo, marca alcançada três dias antes, em duelo contra o Grêmio, pelo Campeonato Brasileiro. Ao longo do ano, o goleiro teria recebido diversas sondagens de clubes europeus, como Napoli e Roma, da Itália, e Manchester United, da Inglaterra, mas nenhuma proposta concreta aconteceu.
Em meados de 2014, Jefferson despertou interesse do Benfica, mas o clube português desistiu de sua contratação devido ao alto salário. No dia 20 de agosto, completou 350 partidas pelo Botafogo, contra o Figueirense, em jogo do Campeonato Brasileiro. Apesar de ter sido eleito o melhor goleiro do campeonato, suas grandes atuações não foram suficientes para salvar o Botafogo do rebaixamento, após um ano de turbulências no elenco e problemas financeiros.
Em 2015, mesmo na Série B, o goleiro renovou contrato com o alvinegro até o ano de 2017. Na reapresentação ao clube, Jefferson revelou ter tido proposta do Santos e declarou amor ao Botafogo.
"Tanto o Botafogo precisa de mim quanto preciso do Botafogo. Acho que foi um casamento que deu certo. Falo para a minha esposa que sou torcedor do Botafogo hoje, amo o Botafogo. Eu me sinto em casa."— Jefferson de Oliveira Galvão
No dia 3 de julho de 2015, em partida contra o Sampaio Corrêa, Jefferson completou 387 jogos pelo Botafogo e entrou na lista dos dez atletas que mais atuaram pelo clube carioca. A marca de 400 jogos com a camisa do Glorioso foi alcançada em 15 de setembro, na partida contra o Oeste, que terminou empatada em 1–1. Ao final do ano, o capitão alvinegro se consagrou como um dos principais nomes do Botafogo no título da Série B. Em 2016, disputou o Campeonato Carioca e participou de um jogo da Copa do Brasil, contra a Juazeirense, pela segunda fase. Na partida em questão, sofreu uma ruptura parcial do tendão do tríceps e precisou passar por uma cirurgia. A previsão inicial era de três meses longe dos gramados, mas o goleiro acabou ficando fora de todo o restante da temporada. Em novembro, foi noticiado que Jefferson passaria por nova cirurgia, uma vez que o tendão do tríceps reconstituído não cicatrizou adequadamente, e dessa vez sem previsão de retorno aos campos.
Em junho de 2017, após 13 meses afastado, o goleiro voltou a ser relacionado para uma partida oficial, contra o Vasco da Gama, em jogo da Série A, mas ficou no banco de reservas. O retorno ao futebol aconteceu no dia 9 de julho, em duelo contra o Atlético Mineiro pelo Brasileirão. Na ocasião, o arqueiro alvinegro defendeu um pênalti cobrado por Rafael Moura, além de fazer outras defesas importantes no empate por 1–1. Após a partida, o jogador comemorou a atuação e revelou que considerou até mesmo se aposentar durante o longo período em que ficou parado.
"O que eu passei nesse ano parado foi bem difícil. Pensei até em parar. Muitos não acreditavam na minha volta. Estou como Lázaro, Deus me ressuscitou para dar continuidade aos meus sonhos. Não acabou ainda."— Jefferson de Oliveira Galvão
Dez dias após voltar a disputar partidas oficiais, Jefferson renovou contrato com o Botafogo por mais um ano. No dia 29 de janeiro de 2018, em entrevista à Fox Sports, o goleiro confirmou que iria se aposentar ao fim da temporada. Em 6 de fevereiro, na vexatória derrota para a Aparecidense por 2–1 na Copa do Brasil, atingiu a marca de 442 partidas pelo alvinegro, tornando-se o goleiro que mais vezes vestiu a camisa do clube ao lado do ídolo Manga. No dia 2 de junho, fez seu 453.º jogo com o manto botafoguense, na vitória por 2–1 diante do Vasco da Gama, em São Januário. Com a marca, igualou-se ao lateral-esquerdo Valtencir como o terceiro jogador que mais vezes vestiu a camisa do Botafogo. Quatro dias depois, no empate em 0–0 contra o Ceará, Jefferson se isolou na terceira posição do ranking, atrás apenas dos maiores ídolos da história do Glorioso, Garrincha e Nilton Santos.
Em julho de 2018, durante uma partida contra o Flamengo, Jefferson foi atingido na cabeça por Lucas Paquetá do Flamengo e sofreu uma lesão na tireóide. Por causa dessa lesão, chegou a correr risco de vida, mas conseguiu se recuperar.
Sua última partida como jogador profissional aconteceu no dia 26 de novembro de 2018, contra o Paraná, pela penúltima rodada do Brasileirão. Foi ovacionado pela torcida, que hasteou um bandeirão com a imagem do ídolo, e recebeu homenagens da diretoria e dos demais jogadores alvinegros. Sua mãe, dona Sônia, apareceu de surpresa antes do jogo e levou o goleiro às lágrimas. Autor dos dois gols da vitória por 2–1, o atacante Erik atravessou todo o campo para abraçar o goleiro na comemoração do primeiro gol. Após o término da partida, Jefferson pegou um bandeirão do Botafogo e deu a volta olímpica pelo Estádio Nilton Santos agradecendo ao clube e à torcida botafoguense.

## Seleção Brasileira

### Sub-20
Em 2003, integrou o elenco da Seleção Brasileira sub-20 que foi medalha de prata nos Jogos Pan-Americanos de Santo Domingo e fez parte da equipe que ganhou o Campeonato Mundial Sub-20 da FIFA, disputado nos Emirados Árabes Unidos. No mesmo ano, o goleiro também disputou o Campeonato Sul-Americano sub-20 e conquistou o Torneio da Malásia.

### Principal

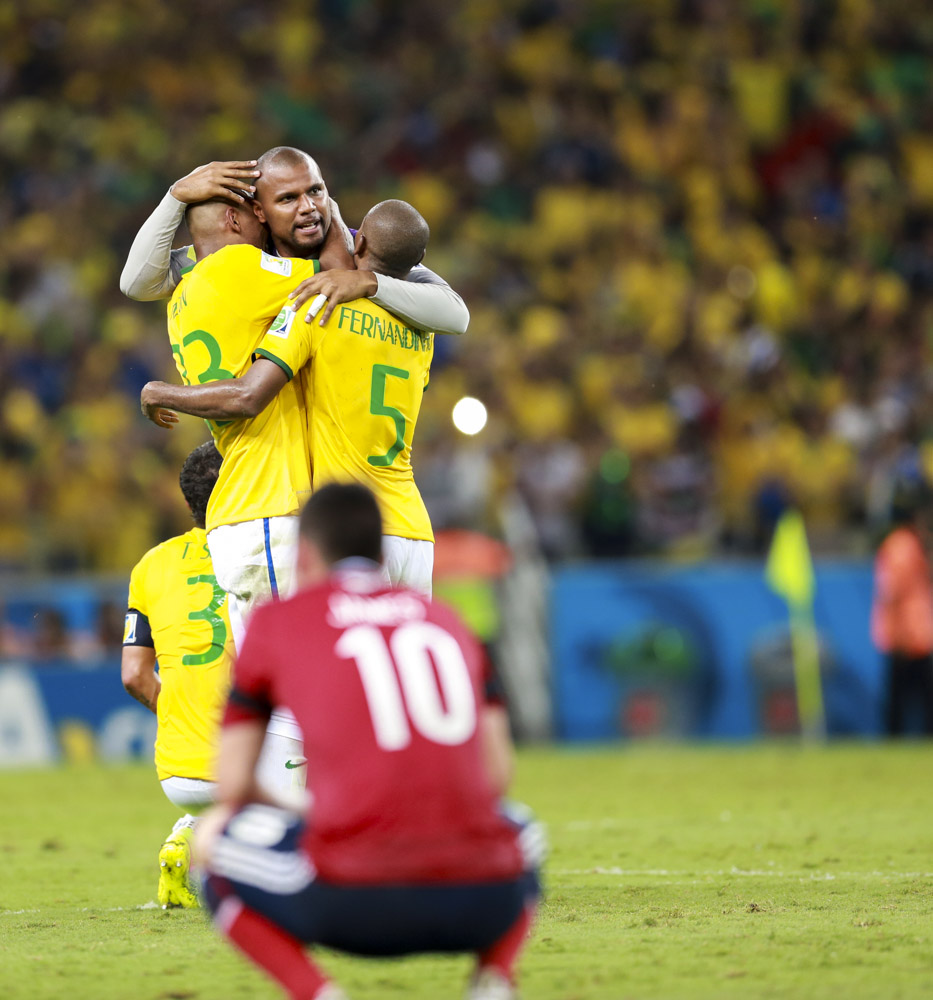
Ao lado de Maicon e Fernandinho, Jefferson comemora a vitória sobre a Colômbia na Copa do Mundo de 2014.

No dia 26 de julho de 2010, Jefferson recebeu sua primeira convocação à seleção principal ao ser chamado pelo técnico Mano Menezes para um amistoso contra os Estados Unidos. No mesmo ano, voltou a ser convocado para as partidas contra Irã, Ucrânia e Argentina. Em 2011, esteve na lista para os amistosos contra Escócia, Holanda e Romênia, jogo que marcou a despedida oficial de Ronaldo da Seleção Brasileira, no dia 7 de junho, no Pacaembu. No dia 14 de junho, com a liberação da Conmebol para a convocação de um 23° jogador, Mano Menezes confirmou a presença de Jefferson na Copa América de 2011, sua primeira competição oficial com a Seleção, para ser o terceiro goleiro. Esteve presente também no Superclássico das Américas, disputado em dois jogos contra a Argentina, nos quais apenas jogadores que atuavam nos dois países poderiam participar. Na primeira partida, Jefferson estreou como goleiro titular da Seleção. A convocação para o jogo de volta ocorreu no dia 22 de setembro, junto com a lista para os amistosos contra a Costa Rica e o México. Sem sofrer nenhum gol, foi campeão do Superclássico das Américas. Já contra a seleção costarriquenha, o goleiro Julio César começou como titular, mas se machucou durante a partida e Jefferson o substituiu. No dia 11 de outubro, contra o México, o arqueiro do Botafogo se destacou defendendo um pênalti que contribuiu decisivamente para a vitória dos brasileiros, encerrando em alta o ano na Seleção.
Em 2012, foi convocado diversas vezes, mas só atuou em duas partidas: contra a Dinamarca e diante da Argentina, no primeiro jogo do Superclássico das Américas, quando foi capitão da equipe. Em 2013, foi reserva na Copa das Confederações, no Brasil. Em 2014, participou da Copa do Mundo, novamente como goleiro suplente.
Após o retorno do técnico Dunga à Seleção, em julho de 2014, Jefferson ganhou a vaga na equipe. No dia 11 de outubro, o goleiro conquistou pela terceira vez o Superclássico das Américas, em jogo que defendeu pênalti cobrado por Lionel Messi. Em 2015, o goleiro disputou sua primeira competição oficial como titular, a Copa América. Ao final do ano, contudo, perdeu a titularidade para o jovem Alisson, do Internacional, por opção do treinador. A decisão surpreendente repercutiu na imprensa, entre torcedores e ex-jogadores, que defenderam o goleiro do Botafogo. A partir de então, Jefferson esteve presente apenas na convocação seguinte, ainda como reserva de Alisson, e depois não foi mais chamado para a Seleção.
Em 2016, Dunga foi demitido do cargo e o técnico Tite assumiu a Seleção. O novo treinador chegou a afirmar, mesmo com o arqueiro lesionado, que não descartava um retorno de Jefferson às convocações. No entanto, a lenta recuperação do tendão do tríceps acabou com as chances de Jefferson voltar e selou em definitivo seu distanciamento da Seleção.
Em 2020, Jefferson venceu uma enquete popular do site GloboEsporte.com, em homenagem ao Dia do Goleiro, e foi escolhido como o autor da maior defesa da história da Seleção Brasileira, graças ao lance em que defende uma finalização de cabeça do atacante Karim Benzema dentro da pequena área, na vitória por 3–1 em amistoso contra a França, disputado em março de 2015 no Stade de France, em Saint-Denis. Com 47,79% dos mais de 40 mil votos, Jefferson superou os concorrentes Marcos, Félix, Leão, Júlio César, Dida, Taffarel e Alisson, alguns dos quais disputavam com lances importantes em Copas do Mundo.

## Defesas de pênalti
Em 459 partidas pelo Botafogo, Jefferson defendeu 19 pênaltis: 15 no tempo normal e 4 em disputas por pênaltis. Pela Seleção Brasileira, o arqueiro defendeu duas penalidades em 22 jogos, ambas no tempo normal: uma cobrança de Andrés Guardado, no jogo contra a seleção mexicana em 2011, e uma de Lionel Messi contra a seleção argentina em 2014.
Lista de pênaltis defendidos pelo Botafogo
| N.º | Data                    | Competição            | Placar | Adversário       | Cobrador             | Situação             | Ref.    |
| --- | ----------------------- | --------------------- | ------ | ---------------- | -------------------- | -------------------- | ------- |
| 1   | 29 de setembro de 2004  | Campeonato Brasileiro | 1–1    | Ponte Preta      | Lindomar             | Tempo normal         | [ 145 ] |
| 2   | 13 de março de 2005     | Campeonato Carioca    | 0–4    | Fluminense       | Juninho              | Tempo normal         | [ 146 ] |
| 3   | 19 de março de 2005     | Campeonato Carioca    | 2–1    | Madureira        | Sorato               | Tempo normal         | [ 147 ] |
| 4   | 17 de março de 2010     | Copa do Brasil        | 1–0    | Santa Cruz       | Elvis                | Tempo normal         | [ 148 ] |
| 5   | 1 de abril de 2010      | Copa do Brasil        | 2–3    | Santa Cruz       | Elvis                | Tempo normal         | [ 149 ] |
| 6   | 18 de abril de 2010     | Campeonato Carioca    | 2–1    | Flamengo         | Adriano              | Tempo normal         | [ 75 ]  |
| 7   | 2 de outubro de 2010    | Campeonato Brasileiro | 1–1    | Flamengo         | Dejan Petković       | Tempo normal         | [ 150 ] |
| 8   | 2 de fevereiro de 2011  | Campeonato Carioca    | 1–1    | Bangu            | Pipico               | Tempo normal         | [ 151 ] |
| 9   | 13 de novembro de 2011  | Campeonato Brasileiro | 0–2    | Vasco da Gama    | Diego Souza          | Tempo normal         | [ 152 ] |
| 10  | 23 de fevereiro de 2012 | Campeonato Carioca    | 1–1    | Fluminense       | Jean                 | Disputa por pênaltis | [ 153 ] |
| 11  | 18 de março de 2012     | Campeonato Carioca    | 3–1    | Vasco da Gama    | Juninho Pernambucano | Tempo normal         | [ 154 ] |
| 12  | 21 de março de 2012     | Copa do Brasil        | 1–1    | Treze            | Léo Rocha            | Disputa por pênaltis | [ 155 ] |
| 13  | 8 de abril de 2012      | Campeonato Carioca    | 3–1    | Friburguense     | Rômulo               | Tempo normal         | [ 156 ] |
| 14  | 9 de maio de 2012       | Copa do Brasil        | 1–2    | Vitória          | Neto Baiano          | Tempo normal         | [ 157 ] |
| 15  | 27 de abril de 2013     | Campeonato Carioca    | 5–0    | Resende          | Elias                | Tempo normal         | [ 158 ] |
| 16  | 24 de julho de 2013     | Copa do Brasil        | 0–1    | Figueirense      | André Rocha          | Disputa por pênaltis | [ 159 ] |
| 17  | 24 de julho de 2013     | Copa do Brasil        | 0–1    | Figueirense      | Nem                  | Disputa por pênaltis | [ 159 ] |
| 18  | 27 de agosto de 2014    | Copa do Brasil        | 1–2    | Ceará            | Souza                | Tempo normal         | [ 144 ] |
| 19  | 9 de julho de 2017      | Campeonato Brasileiro | 1–1    | Atlético Mineiro | Rafael Moura         | Tempo normal         | [ 104 ] |

## Vida pessoal
Jefferson é declaradamente cristão. Membro da Igreja Batista da Lagoinha (IBL), em Niterói, o goleiro tinha o hábito de discursar em cultos, fora do ambiente esportivo, mas também nas concentrações. Em 2015, por exemplo, tentou evangelizar o atacante Jobson, conhecido pelo comportamento problemático e pelo histórico de doping. O atleta é casado com Michelle Buosi, com quem começou a namorar ainda muito jovem, aos 19 anos de idade. O casal tem três filhas, Nicole, Débora e Jéssica.

### Patrocínio
Em 2012, seguindo os passos do atacante Jobson, que também jogava no Botafogo à época, o goleiro assinou contrato de três anos com a marca de artigos esportivos brasileira Penalty para usar chuteiras e luvas. A partir de então, passou a usar modelos da marca S11 Pro, que também era utilizada por Víctor Valdés, arqueiro do Barcelona e da seleção espanhola. A partir de 2013, Jefferson ganhou patrocínio da marca norte-americana Nike. No título do Campeonato Carioca de 2013, ele vestiu o modelo Nike GK Vapor Grip 3.

### Carreira como empresário
No final de 2016, antes mesmo de se aposentar, Jefferson abriu uma cafeteria em São José do Rio Preto, chamada Beato Cafeteria. O ex-goleiro aproveitou o tempo em que ficou sem jogar devido à lesão no tendão do tríceps para iniciar o empreendimento, um desejo antigo seu. Para criar a sua cafeteria, Jefferson se inspirou no modelo da multinacional norte-americana Starbucks e adquiriu referências sobre café ao longo de suas viagens pelo mundo com a Seleção Brasileira. Inclusive, foram colegas de Seleção que o incentivaram a abrir o negócio, sugestão do também ex-goleiro Taffarel. No início, até mesmo o nome dos atletas era utilizado no cardápio, como Dida, David Luiz, Kaká e Robinho.
Após pendurar as luvas, Jefferson se mudou para São José do Rio Preto para ficar mais perto da cafeteria. O empreendimento começou a se destacar e conquistou até mesmo alguns títulos internacionais, em países como Qatar, Canadá e Portugal. Duas franquias foram abertas no estado de São Paulo: uma na capital e outra em Birigui. O ex-goleiro também trabalha com empreendimentos imobiliários em Orlando, nos Estados Unidos.

## Polêmicas

### Religião
Durante a semifinal da Taça Guanabara de 2013, contra o Flamengo, Jefferson desenhou um peixe no cabelo, em alusão à confraria Atletas de Cristo. O Tribunal de Justiça Desportiva (TJD) prometeu analisar o caso, uma vez que o símbolo religioso configuraria desrespeito às regras da FIFA e ao Código Brasileiro de Justiça Desportiva, que proíbem qualquer manifestação do gênero dentro de campo. Internautas e o ex-atacante Baltazar, também membro dos Atletas de Cristo, saíram em defesa do jogador. Poucos dias depois, o goleiro se pronunciou alegando "não estar prejudicando ninguém" e afirmando que manteria o corte. Nos tribunais, o caso não foi adiante.

### Desavença com Gottardo e Mancini
Pela Copa do Brasil de 2014, o Botafogo perdeu o primeiro jogo das quartas de final em casa para o Santos por 3–2. Na ocasião, Jefferson se machucou ainda no primeiro tempo e foi substituído pelo jovem Andrey. Ele se recuperou a tempo para defender a Seleção Brasileira no Superclássico das Américas, disputado na China, e no amistoso contra o Japão, em Singapura. Contudo, não voltou ao Botafogo a tempo para o jogo da volta da Copa do Brasil, no qual o alvinegro foi goleado por 5–0. Na época gerente de futebol do Botafogo, Wilson Gottardo criticou duramente o goleiro por não ter se apresentado ao clube, enquanto Jefferson alegou que só foi informado que estava relacionado para a partida ao chegar no aeroporto do Rio de Janeiro. Ainda segundo o jogador, ele teria entrado em contato com Gottardo por telefone para explicar que não teria como participar do confronto e teria tido anuência do dirigente, fato negado pelo ex-zagueiro, que disse que houve comunicação expressa por e-mail para que o atleta se apresentasse para o jogo contra o Santos. Ambos trocaram ofensas publicamente a partir de entrevistas, declarando que o outro era covarde e sem caráter.
Mais de nove anos depois, Jefferson revelou que o técnico Vagner Mancini falou para os jogadores que eles haviam sido abandonados pelo capitão, fazendo referência à ausência no jogo da volta contra o Santos. Segundo o goleiro, ele só não revelou essa informação publicamente na época por um pedido do então presidente do clube Maurício Assumpção. Jefferson teria discutido pessoalmente com Mancini, dizendo que ele "não era homem" e que "estava querendo tirar o dele da reta".

### Furtos na adolescência
Em maio de 2015, em visita ao Departamento Geral de Ações Sócio Educativas (Degase), Jefferson revelou ao canal ESPN ter cometido furtos na adolescência. Em um contexto nacional de discussão acerca da redução ou não da maioridade penal, o goleiro não se pronunciou diretamente sobre o tema, mas afirmou que "todos merecem uma segunda chance".

### Rixa com Dunga
No mesmo ano, o goleiro se envolveu em mais uma polêmica, dessa vez com Dunga, então técnico da Seleção Brasileira. Em outubro, após a derrota diante do Chile na estreia das Eliminatórias da Copa, Dunga barrou o jogador do Botafogo do time titular na partida seguinte, contra a Venezuela, alegando opção técnica. O goleiro também foi reserva nos dois últimos jogos do ano e não escondeu a frustração. Em entrevista ao programa "Bem, Amigos!", do SporTV, Jefferson admitiu que não esperava ser barrado e disse que o treinador não lhe deu o devido crédito. Segundo informações do jornalista Tim Vickery, da BBC, Dunga ficou muito bravo com a declaração e, por conta disso, não convocou mais o goleiro. Já o treinador alegou que chamou o arqueiro até enquanto ele jogava a Segunda Divisão e que, naquele momento, estaria dando chance para outros.

### Sorrisos após eliminação
Em 2018, o Botafogo foi eliminado precocemente da Copa do Brasil ao perder, na primeira fase, para a Aparecidense, time da Série D do Campeonato Brasileiro. A derrota, sofrida de virada por 2–1, foi considerada um vexame histórico pela torcida e pelos principais veículos de imprensa. Ainda assim, após a partida, Jefferson foi flagrado sorrindo no gramado pelas câmeras de televisão, o que gerou surpresa e revolta entre os torcedores alvinegros, que criticaram o goleiro nas redes sociais. Dada a repercussão negativa, o jogador se defendeu e disse que, no momento flagrado, estava sorrindo porque havia encontrado um amigo da época de categorias de base do Cruzeiro, mas que estava tão decepcionado com o revés quanto a torcida.

### Acusações de racismo na CBF
Além das afirmações do técnico Felipão alegando que Jefferson fora vítima de racismo no início de sua trajetória no Cruzeiro, o goleiro revelou em entrevista ao programa "Resenha ESPN", em 2019, que chegou a ser barrado da convocação para o Mundial Sub-20 de 2003 por ser negro: garantido no plantel pelo então treinador Marcos Paquetá, ele se surpreendeu ao ficar fora da lista. De acordo com a declaração do ex-atleta, uma pessoa dentro da CBF disse que "não poderia convocar goleiro negro", em alusão implícita ao ex-goleiro Barbosa, negro e muito criticado pela derrota do Brasil na final da Copa do Mundo de 1950. A edição do Mundial Sub-20 em questão, disputada nos Emirados Árabes, aconteceria em julho, mas acabou sendo adiada para o final do ano devido à Guerra do Iraque. Nesse meio tempo, o dirigente que vetara sua convocação deixou a CBF e Jefferson acabou sendo chamado, tornando-se campeão do torneio.

## Estatísticas

### Clubes
A tabela abaixo considera apenas partidas oficiais
| Clube             | Temporada         | Campeonato nacional[a] | Campeonato nacional[a] | Copa nacional[b] | Copa nacional[b] | Competições continentais[c] | Competições continentais[c] | Outros torneios[d] | Outros torneios[d] | Total | Total | Ref.                |
| Clube             | Temporada         | Jogos                  | Gols                   | Jogos            | Gols             | Jogos                       | Gols                        | Jogos              | Gols               | Jogos | Gols  | Ref.                |
| ----------------- | ----------------- | ---------------------- | ---------------------- | ---------------- | ---------------- | --------------------------- | --------------------------- | ------------------ | ------------------ | ----- | ----- | ------------------- |
| Cruzeiro          | 2000              | 17                     | 0                      | —                | —                | —                           | —                           | —                  | —                  | 17    | 0     | [ 191 ]             |
| Cruzeiro          | 2001              | 1                      | 0                      | 0                | 0                | 0                           | 0                           | 4                  | 0                  | 9     | 0     | [ 40 ]              |
| Cruzeiro          | 2001              | 1                      | 0                      | 0                | 0                | 0                           | 0                           | 4                  | 0                  | 9     | 0     | [ 40 ]              |
| Cruzeiro          | 2002              | 9                      | 0                      | 5                | 0                | —                           | —                           | 19                 | 0                  | 44    | 0     | [ 192 ]             |
| Cruzeiro          | 2002              | 9                      | 0                      | 7                | 0                | —                           | —                           | 4                  | 0                  | 44    | 0     | [ 192 ]             |
| Cruzeiro          | Total             | 27                     | 0                      | 12               | 0                | 0                           | 0                           | 31                 | 0                  | 70    | 0     |                     |
| Botafogo          | 2003              | 2                      | 0                      | 0                | 0                | —                           | —                           | —                  | —                  | 2     | 0     | [ 193 ]             |
| Botafogo          | 2004              | 42                     | 0                      | 3                | 0                | —                           | —                           | 10                 | 0                  | 55    | 0     | [ 194 ]             |
| Botafogo          | 2005              | 8                      | 0                      | 3                | 0                | —                           | —                           | 12                 | 0                  | 23    | 0     | [ 195 ]             |
| Botafogo          | Total             | 52                     | 0                      | 6                | 0                | 0                           | 0                           | 22                 | 0                  | 80    | 0     |                     |
| Trabzonspor       | 2005–06           | 26                     | 0                      | 1                | 0                | 2                           | 0                           | —                  | —                  | 29    | 0     | [ 196 ]             |
| Trabzonspor       | 2006–07           | 15                     | 0                      | 2                | 0                | 3                           | 0                           | —                  | —                  | 20    | 0     | [ 197 ]             |
| Trabzonspor       | 2007–08           | 3                      | 0                      | 1                | 0                | —                           | —                           | —                  | —                  | 4     | 0     | [ 198 ]             |
| Trabzonspor       | Total             | 44                     | 0                      | 4                | 0                | 5                           | 0                           | 0                  | 0                  | 53    | 0     |                     |
| Konyaspor         | 2008–09           | 19                     | 0                      | 0                | 0                | —                           | —                           | —                  | —                  | 19    | 0     | [carece de fontes?] |
| Konyaspor         | Total             | 19                     | 0                      | 0                | 0                | 0                           | 0                           | 0                  | 0                  | 19    | 0     |                     |
| Botafogo          | 2009              | 15                     | 0                      | —                | —                | 4                           | 0                           | —                  | —                  | 19    | 0     |                     |
| Botafogo          | 2010              | 36                     | 0                      | 4                | 0                | —                           | —                           | 16                 | 0                  | 56    | 0     |                     |
| Botafogo          | 2011              | 30                     | 0                      | 6                | 0                | 3                           | 0                           | 15                 | 0                  | 54    | 0     |                     |
| Botafogo          | 2012              | 30                     | 0                      | 5                | 0                | 2                           | 0                           | 20                 | 0                  | 57    | 0     |                     |
| Botafogo          | 2013              | 26                     | 0                      | 9                | 0                | —                           | —                           | 17                 | 0                  | 52    | 0     |                     |
| Botafogo          | 2014              | 27                     | 0                      | 2                | 0                | 8                           | 0                           | 3                  | 0                  | 40    | 0     |                     |
| Botafogo          | 2015              | 26                     | 0                      | 4                | 0                | —                           | —                           | 10                 | 0                  | 40    | 0     |                     |
| Botafogo          | 2016              | 0                      | 0                      | 1                | 0                | —                           | —                           | 18                 | 0                  | 19    | 0     |                     |
| Botafogo          | 2017              | 6                      | 0                      | 1                | 0                | 0                           | 0                           | 0                  | 0                  | 7     | 0     |                     |
| Botafogo          | 2018              | 13                     | 0                      | 1                | 0                | 1                           | 0                           | 8                  | 0                  | 23    | 0     |                     |
| Botafogo          | Total             | 209                    | 0                      | 33               | 0                | 18                          | 0                           | 107                | 0                  | 367   | 0     |                     |
| Total na carreira | Total na carreira | 351                    | 0                      | 55               | 0                | 23                          | 0                           | 161                | 0                  | 589   | 0     |                     |

- A. ^ Jogos do Campeonato Turco, do Campeonato Brasileiro ou do Campeonato Brasileiro - Série B
- B. ^ Jogos da Copa da Turquia, da Copa do Brasil ou da Copa dos Campeões
- C. ^ Jogos da Liga dos Campeões, da Liga Europa, da Copa Libertadores ou da Copa Sul-Americana
- D. ^ Jogos do Campeonato Carioca, da Copa Sul-Minas, do Supercampeonato Mineiro ou do Campeonato Mineiro

### Seleção
Ao todo, Jefferson foi convocado para 63 partidas da Seleção Brasileira, participando de 22 jogos.[carece de fontes?]
| N.º                                                        | Data                   | Competição                 | Local                   |        | Placar | Adversário    | Situação           | Ref.    |
| ---------------------------------------------------------- | ---------------------- | -------------------------- | ----------------------- | ------ | ------ | ------------- | ------------------ | ------- |
| 1                                                          | 14 de setembro de 2011 | Superclássico das Américas | Córdoba                 | Brasil | 0–0    | Argentina     | Titular            | [ 123 ] |
| 2                                                          | 28 de setembro de 2011 | Superclássico das Américas | Belém                   | Brasil | 2–0    | Argentina     | Titular            | [ 124 ] |
| 3                                                          | 7 de outubro de 2011   | Amistoso                   | San José                | Brasil | 1–0    | Costa Rica    | Entrou aos 30'/2°T | [ 125 ] |
| 4                                                          | 11 de outubro de 2011  | Amistoso                   | Torreón                 | Brasil | 2–1    | México        | Titular            | [ 127 ] |
| 5                                                          | 26 de maio de 2012     | Amistoso                   | Hamburgo                | Brasil | 3–1    | Alemanha      | Titular            | [ 128 ] |
| 6                                                          | 19 de setembro de 2012 | Superclássico das Américas | Goiânia                 | Brasil | 2–1    | Argentina     | Titular            | [ 15 ]  |
| 7                                                          | 6 de abril de 2013     | Amistoso                   | Santa Cruz de la Sierra | Brasil | 4–0    | Bolivia       | Titular            | [ 199 ] |
| 8                                                          | 14 de agosto de 2013   | Amistoso                   | Basileia                | Brasil | 0–1    | Suíça         | Titular            | [ 200 ] |
| 9                                                          | 12 de outubro de 2013  | Amistoso                   | Seul                    | Brasil | 2–0    | Coreia do Sul | Titular            | [ 201 ] |
| 10                                                         | 5 de setembro de 2014  | Amistoso                   | Miami                   | Brasil | 1–0    | Colômbia      | Titular            | [ 202 ] |
| 11                                                         | 9 de setembro de 2014  | Amistoso                   | Nova Jersey             | Brasil | 1–0    | Equador       | Titular            | [ 203 ] |
| 12                                                         | 11 de outubro de 2014  | Superclássico das Américas | Pequim                  | Brasil | 2–0    | Argentina     | Titular            | [ 17 ]  |
| 13                                                         | 14 de outubro de 2014  | Amistoso                   | Singapura               | Brasil | 4–0    | Japão         | Titular            | [ 204 ] |
| 14                                                         | 26 de março de 2015    | Amistoso                   | Paris                   | Brasil | 3–1    | França        | Titular            | [ 205 ] |
| 15                                                         | 29 de março de 2015    | Amistoso                   | Londres                 | Brasil | 1–0    | Chile         | Titular            | [ 205 ] |
| 16                                                         | 7 de junho de 2015     | Amistoso                   | São Paulo               | Brasil | 2–0    | México        | Titular            | [ 206 ] |
| 17                                                         | 10 de junho de 2015    | Amistoso                   | Porto Alegre            | Brasil | 1–0    | Honduras      | Titular            | [ 18 ]  |
| 18                                                         | 14 de junho de 2015    | Copa América               | Temuco                  | Brasil | 2–1    | Peru          | Titular            | [ 207 ] |
| 19                                                         | 17 de junho de 2015    | Copa América               | Santiago                | Brasil | 0–1    | Colômbia      | Titular            | [ 208 ] |
| 20                                                         | 21 de junho de 2015    | Copa América               | Santiago                | Brasil | 2–1    | Venezuela     | Titular            | [ 209 ] |
| 21                                                         | 27 de junho de 2015    | Copa América               | Concepción              | Brasil | 1–1[e] | Paraguai      | Titular            | [ 210 ] |
| 22                                                         | 8 de outubro de 2015   | Eliminatórias da Copa      | Santiago                | Brasil | 0–2    | Chile         | Titular            | [ 211 ] |
| Legenda: Vitórias — Empates — Derrotas — Capitão da equipe |                        |                            |                         |        |        |               |                    |         |

- E. ^ Após o empate no tempo normal, o Brasil foi eliminado nas quartas de final da Copa América na disputa por pênaltis por 4–3.

Estatísticas por ano
| Ano   |    |    |
| Ano   | J  | GS |
| ----- | -- | -- |
| 2011  | 4  | 1  |
| 2012  | 2  | 2  |
| 2013  | 3  | 1  |
| 2014  | 4  | 0  |
| 2015  | 9  | 7  |
| Total | 22 | 11 |

## Títulos
Cruzeiro
- Copa Sul-Minas: 2001 e 2002
- Supercampeonato Mineiro: 2002

Botafogo

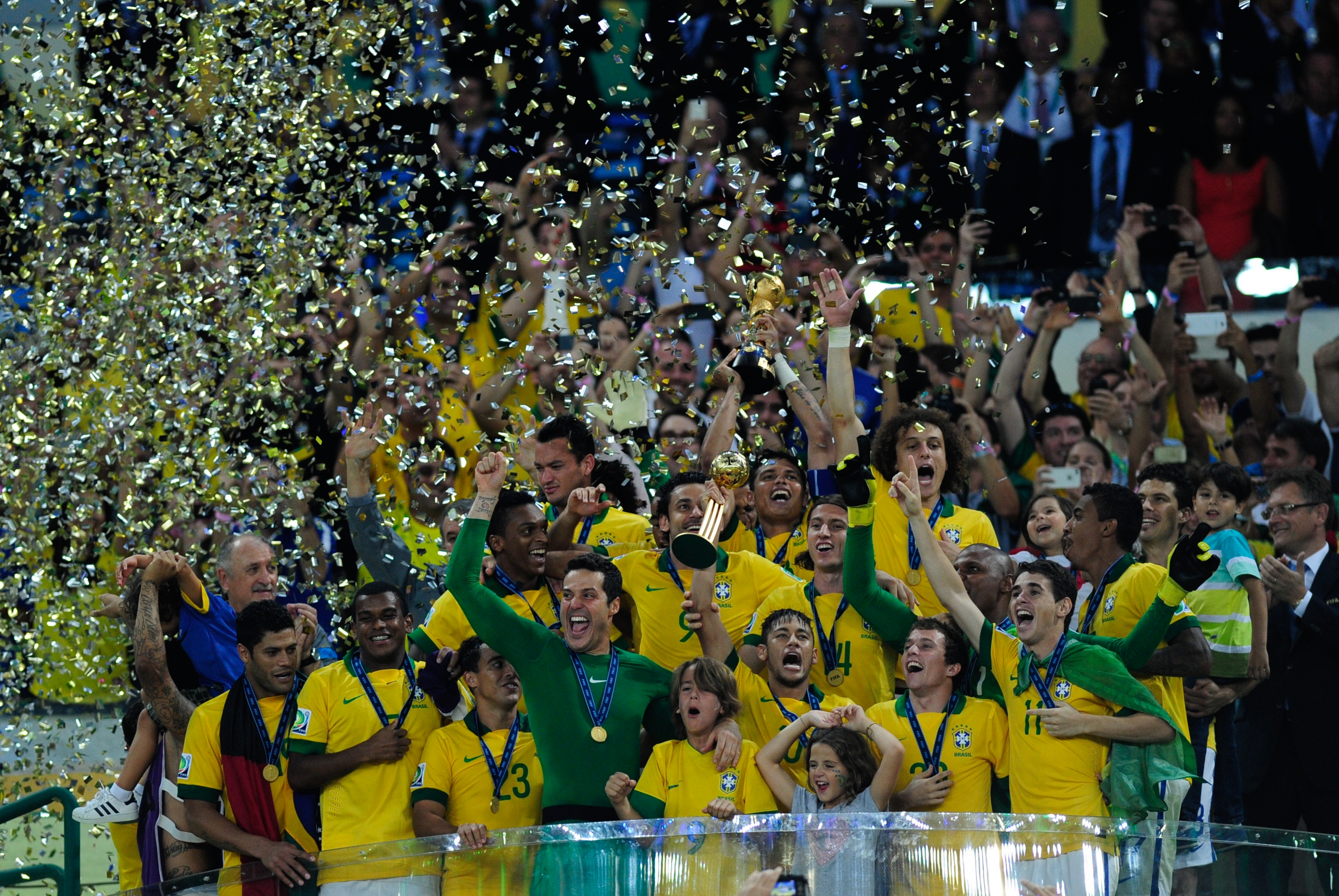
Com a Seleção Brasileira, Jefferson fez parte do elenco campeão da Copa das Confederações de 2013.

- Campeonato Carioca: 2010, 2013 e 2018
- Taça Guanabara: 2010, 2013 e 2015
- Taça Rio: 2010, 2012 e 2013
- Campeonato Brasileiro - Série B: 2015

Seleção Brasileira
- Copa das Confederações: 2013
- Superclássico das Américas: 2011, 2012 e 2014

Seleção Brasileira Sub-20
- Campeonato Mundial Sub-20: 2003
- Torneio da Malásia: 2003

## Prêmios individuais
| Ano  | Premiação                      | Prêmio         | Time     | Resultado | Ref.    |
| ---- | ------------------------------ | -------------- | -------- | --------- | ------- |
| 2009 | Troféu Armando Nogueira        | Melhor goleiro | Botafogo | Venceu    | [ 212 ] |
| 2010 | Melhores do Campeonato Carioca | Melhor jogador | Botafogo | Venceu    | [ 10 ]  |
| 2010 | Melhores do Campeonato Carioca | Melhor goleiro | Botafogo | Venceu    | [ 10 ]  |
| 2010 | Prêmio Craque do Brasileirão   | Melhor goleiro | Botafogo | 3º lugar  | [ 213 ] |
| 2011 | Melhores do Campeonato Carioca | Melhor goleiro | Botafogo | 2º lugar  | [ 214 ] |
| 2011 | Prêmio Craque do Brasileirão   | Melhor goleiro | Botafogo | Venceu    | [ 8 ]   |
| 2012 | Melhores do Campeonato Carioca | Melhor goleiro | Botafogo | 2º lugar  | [ 215 ] |
| 2012 | Troféu Armando Nogueira        | Melhor goleiro | Botafogo | 3º lugar  | [ 216 ] |
| 2013 | Melhores do Campeonato Carioca | Melhor goleiro | Botafogo | Venceu    | [ 11 ]  |
| 2013 | Bola de Prata                  | Melhor goleiro | Botafogo | 2º lugar  | [ 217 ] |
| 2013 | Troféu Armando Nogueira        | Melhor goleiro | Botafogo | 2º lugar  | [ 218 ] |
| 2013 | Troféu Mesa Redonda            | Melhor goleiro | Botafogo | Venceu    | [ 219 ] |
| 2014 | Prêmio Craque do Brasileirão   | Melhor goleiro | Botafogo | Venceu    | [ 9 ]   |
| 2014 | Bola de Prata                  | Melhor goleiro | Botafogo | 3º lugar  | [ 220 ] |
| 2014 | Troféu Armando Nogueira        | Melhor goleiro | Botafogo | 2º lugar  | [ 221 ] |